# Musica della Sardegna
La musica sarda rappresenta probabilmente uno dei caratteri maggiormente distintivi della cultura dell'isola.
I generi principali sono il cantu a tenore, un canto polifonico tipico della Barbagia; il cantu a chiterra, un canto monodico che viene accompagnato dalla chitarra, diffuso principalmente al nord e al centro dell'isola e la musica delle launeddas, uno strumento musicale a fiato ad ancia battente, costituito da tre canne che vengono suonate contemporaneamente con la tecnica della respirazione circolare. Inoltre vi sono numerosi canti sacri come i gosos, diffusi in tutta l'isola.

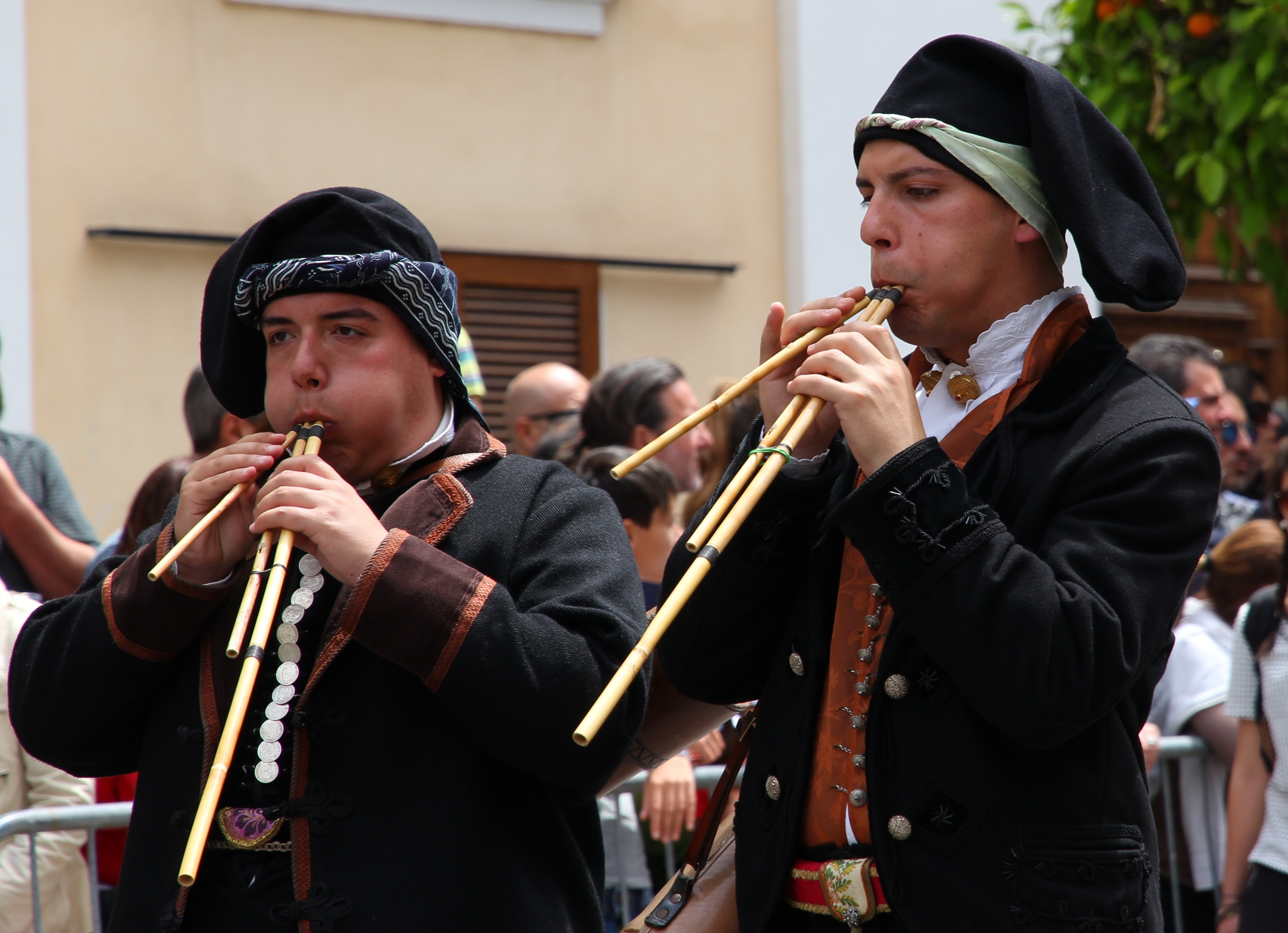
Suonatori di launeddas

## Launeddas
Le launeddas sono un antico strumento musicale, che risale almeno all'VIII secolo a.C.
Le launeddas sono usate sia nelle cerimonie religiose sia per accompagnare i balli  (su ballu). Questo strumento è diffuso principalmente nel Sarrabus, a Cabras nel Campidano di Oristano e a Ovodda nella Barbagia di Ollolai. 
Tra i più famosi suonatori sono considerati Efisio Melis, Antonio Lara, Dionigi Burranca e Luigi Lai, Giovanni Casu.

## Cantu a chiterra

Gavino De Lunas

Il cantu a chiterra (canto sardo a chitarra in italiano) è una tipica forma di canto monodico in lingua sarda logudorese e gallurese, accompagnato con la chitarra. Questo canto è diffuso soprattutto nella parte nord dell'isola; in particolar modo nel Logudoro, Goceano, Planargia e in Gallura. È molto probabile che alcuni canti esistessero da prima dell'invenzione della chitarra, ad esempio il cantu in re (o boghe in re) che è la forma metrico-musicale sulla quale è fondato il cantu a chiterra, è uno dei modelli generatori o modèle mère come lo ha definito Bernard Lortat-Jacob, tuttavia con l'avvento dello strumento si sono sviluppate dodici varianti, come riportato di seguito.
- Su Cantu in re (in sardo: "Boghe in re"), (nato in Logudoro) da cui derivano alcune varianti quali "sa Piaghesa antiga", inventata da Antonio Desole e il canto "a s'Othieresa", è il più comune e quello con cui iniziano sempre le gare musicali.
- S'isolana. che è una versione semplificata della cosiddetta "Piaghesa antiga" (cioè "la ploaghesa antica").
- Sos Mutos: per lo più si tratta di canti delle schermaglie d'amore, bonariamente ironici. Sono presenti in tutta l'isola.
- Sa Nuoresa: (tradizionale logudorese) è un canto amoroso.
- La Tempiesina (nato a Tempio, in Gallura).
- La Filognana (sa Filonzana): (nato in Gallura) Si tratta di un canto allegro.
- La corsicana: (inventato da Ciccheddu Mannoni, Gallura).
- Su Trallalleru: (originario del Campidano) È un canto allegro e spesso canzonatorio.

Ci sono poi altre varianti del canto che possiamo definire complesse, sia per la ricercatezza dei motivi musicali sia per la difficoltà di esecuzione.
- Su Fa diesis;
- Su Si bemolle;
- Su Mi e La: (originario di Bosa, Planargia), pare abbia origini come canto dei pescatori.
- Sa Disisperada (in gallurese: la disispirata) Questo canto viene eseguito sempre verso la fine della gara, come per la chiusura[4].

I principali rappresentanti di questo tipo di canto sono stati Antonio Desole, Gavino De Lunas, Candida Mara, Maria Rosa Punzirudu, Ciccheddu Mannoni, Luigino Cossu, Mario Scanu, Francesco Cubeddu, Tonino Canu e fra i più recenti Francesco Demuro. La rappresentante più conosciuta a livello internazionale è Maria Carta.

## Cantu a tenore (canto polifonico)

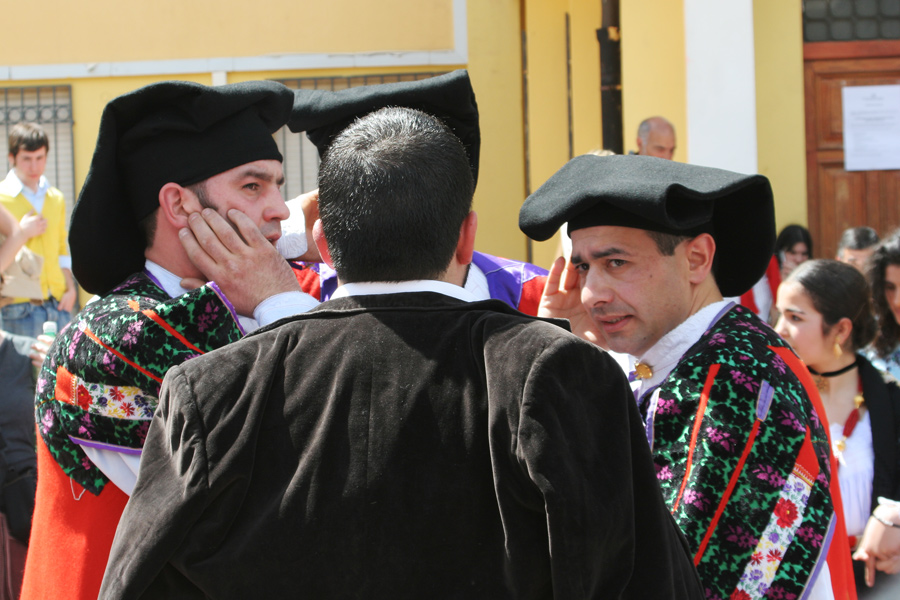
Un Tenore di Oliena

Il cantu a tenore è un canto corale polifonico a quattro voci. Il quartetto che compone su tenore (o su cuncordu, su cuntrattu, su cussertu) è formato da su bassu (il basso), sa contra (il baritono), sa mesu boche (il contralto) e sa boche (la voce solista).
Per quanto questo canto sia prevalentemente praticato in Barbagia, sono presenti tenores anche in Ogliastra, nelle Baronie e in Logudoro.
Per la sua unicità, nel 2005 il canto a tenore è stato inserito dall'UNESCO nel novero dei patrimoni orali e immateriali dell'umanità.

## Cantu a cuncordu (canto polifonico)
Il cantu a cuncordu è un genere di canto corale, diffuso in Sardegna: è una forma di canto simile al cantu a tenore, da cui si discosta principalmente per una serie di differenze tecniche e, soprattutto, per i repertori. 
Il cuncordu è di norma composto da quattro o cinque voci maschili (bassu, contra, mesuvoche, voche), ciascuna delle quali viene eseguita da un solo cantore che, secondo tradizione, è membro di una confraternita laica. 

## Altri canti tradizionali
Il tipo di canto più diffuso in tutta l'isola sono i mutos, di cui esistono anche altre denominazioni quali: mutettus (in Campidano), repentina, che tuttavia si riferiscono ad alcune varianti. Il termine mut(t)u è originario del Logudoro dove è attestato sin dall'VIII secolo. Questo tipo di canto fa parte di tutti i repertori sia del cantu a tenore, sia del cantu a chiterra e delle launeddas.
I gosos sono dei canti devozionali e paraliturgici. La parola gosos e le sue varianti  gotzos, cotzos, ecc.  usati nel nord dell'isola derivano dal castigliano gozos, mentre al sud dell'isola le varianti goggius, goccius, coggius derivano dal catalano goigs. E sia gozos sia goigs derivano dal latino gaudium «gioia».

## Inni
Su patriotu sardu a sos feudatarios (Il patriota sardo ai feudatari), anche conosciuto come "Procurad'e moderare, barones, sa tirannia" (Cercate di porre freno alla [vostra] tirannia, baroni) è un componimento rivoluzionario e antifeudale in sardo logudorese, scritto in epoca sabauda da Francesco Ignazio Mannu nel 1794 durante i moti rivoluzionari sardi.
S'hymnu sardu nationale (L'inno nazionale sardo) in sardo logudorese, scritto da Vittorio Angius nel 1842, fu l'inno del Regno di Sardegna sabaudo.
L'inno della Brigata Sassari (noto anche come "Dimonios", cioè Diavoli), è un canto militare scritto in sardo logudorese nel 1994 da Luciano Sechi  ed è l'inno della Brigata Sassari e pertanto non é musica tradizionale sarda.

## Canzoni popolari
- No potho reposare
- Nanneddu meu
- In su monte 'e Gonare
- Deus ti salvet Maria

## Altri strumenti musicali
Sa bena, che è uno strumento a fiato, fa parte della famiglia degli aerofoni, ed è affine al piffero o alle launeddas. In genere si realizza con canna palustre con ancia battente. Come strumento è suonato principalmente nella zona centrale della Sardegna.
Altro strumento presente in tutta l'isola è su pipiolu o sulittu, un aerofono a fessura interna, a imboccatura indiretta: è una sorta di zufolo di canna. Questo è chiamato in diversi modi a seconda delle zone: sulittu in Marmilla, pipiriolu o pipiolu in Logudoro, in uso anche nel Campidano di Cagliari, e pipiolu in Barbagia.

## Rassegne e festival musicali
- Time in Jazz, festival jazz che si tiene annualmente a Berchidda, fondato da Paolo Fresu nel 1988
- Ittiritmi, rassegna internazionale di musica etnica e world music che si svolge annualmente a Ittiri dal 1991
- Narcao Blues Festival, festival musicale di genere principalmente blues nato nel 1991, che si svolge annualmente a Narcao
- Taphros Jazz Festival, festival jazz, che si svolge annualmente a La Maddalena dal 2006